# Brloška Dubrava
Brloška Dubrava – wieś w Chorwacji, w żupanii licko-seńskiej, w mieście Otočac. W 2011 roku liczyła 63 mieszkańców.